# William Michael Cosgrove
William Michael Cosgrove (* 26. November 1916 in Canton, Ohio, Vereinigte Staaten; † 11. Dezember 1992) war ein US-amerikanischer Geistlicher und römisch-katholischer Bischof von Belleville.

## Leben
William Michael Cosgrove empfing am 18. Dezember 1943 das Sakrament der Priesterweihe für das Bistum Cleveland.
Papst Paul VI. ernannte ihn am 12. Juni 1968 zum Titularbischof von Trisipa und zum Weihbischof in Cleveland. Der Bischof von Cleveland, Clarence George Issenmann, spendete ihm am 3. September desselben Jahres die Bischofsweihe; Mitkonsekratoren waren John Francis Whealon, Bischof von Erie, und Harold Robert Perry SVD, Weihbischof in New Orleans.
Am 30. August 1976 ernannte ihn Papst Paul VI. zum Bischof von Belleville. Die Amtseinführung fand am 28. Oktober desselben Jahres statt.